# رایان هرست
رایان داگلاس هرست (انگلیسی: Ryan Douglas Hurst؛ زادهٔ ۱۹ ژوئن ۱۹۷۶) بازیگر آمریکایی است. او بیشتر برای ایفای نقش گروهبان ارنی در فیلم ما سرباز بودیم (۲۰۰۲)، تام کلارک در مینی‌سریال ربوده‌شده (۲۰۰۲)، اوپی وینستون در مجموعه تلویزیونی جنایی درام فرزندان آشوب (۲۰۱۲–۲۰۰۸) شبکه اف‌ایکس، جیک هوگان در متل بیتس (۲۰۱۷–۲۰۱۵)، لیل «فاستر» فارل در بیگانه‌ها (۲۰۱۷–۲۰۱۶)، بتا در مردگان متحرک (۲۰۲۰–۲۰۱۹) و هکتور بانر در بوش (۲۰۲۱–۲۰۱۹) شناخته شده‌است. او همچنین نقش ثور را در بازی ویدئویی خدای جنگ: رگناروک به تصویر کشیده‌است.
از نقش‌های سینمایی او می‌توان به چترباز مایکلسون در نجات سرباز رایان (۱۹۹۸)، گری برتی‌یر در تایتنز را به یادآور (۲۰۰۰)، هادسون در قاتلین پیرزن (۲۰۰۴) و لوبو در سوپرمن: مرد فردا (۲۰۲۰) اشاره کرد.

## زندگی‌نامه
رایان داگلاس هرست در ۱۹ ژوئن ۱۹۷۶ در سنتا مونیکا، کالیفرنیا به دنیا آمد. مادرش، کندس کانیکی مربی بازیگری و پدرش، ریک هرست بازیگر آمریکایی است. هرست از دبیرستان سنتا مونیکا فارغ‌التحصیل شد. او از پیروان آیین سیک است.
هرست و مولی کوکسون در سال ۱۹۹۴ یکدیگر را ملاقات و در مه سال ۲۰۰۵ ازدواج کردند.

## حرفه
هرست که در یک خانواده هالیوودی بزرگ شده‌بود، با ایفای نقش‌های کوتاه در چندین فیلم و مجموعه تلویزیونی مانند مجموعه درام نوجوانانه بورلی هیلز، ۹۰۲۱۰ (۱۹۹۴)، فیلم اکشن پستچی (۱۹۹۷) و کمدی درام پچ آدامز (۱۹۹۸) وارد عرصه بازیگری شد. در سال ۱۹۹۸، هرست نقش چترباز مایکلسون، سربازی با مشکلات شنوایی را در فیلم جنگی حماسی نجات سرباز رایان به تصویر کشید. او در سال ۲۰۰۰، به عنوان بازیگر مکمل در فیلم موفق تایتنز را به یادآور در نقش گری برتی‌یر، فوتبالیست آمریکایی، ظاهر شد. بازی در این نقش، نقدهای مثبتی برای او به ارمغان آورد. در سال ۲۰۰۲، نقش گروهبان ارنی سوج را در فیلم جنگی ما سرباز بودیم ایفا کرد و در همان سال در مینی‌سریال ربوده‌شده در نقش تام کلارک ظاهر شد. هرست حرفهٔ خود را با بازی فیلم قاتلین پیرزن (۲۰۰۴) به کارگردانی برادران کوئن و ایفای نقش‌های تکرارشونده در مجموعه‌های تلویزیونی تحت تعقیب (۲۰۰۵) و متوسط (۲۰۰۷–۲۰۰۵) ادامه داد.

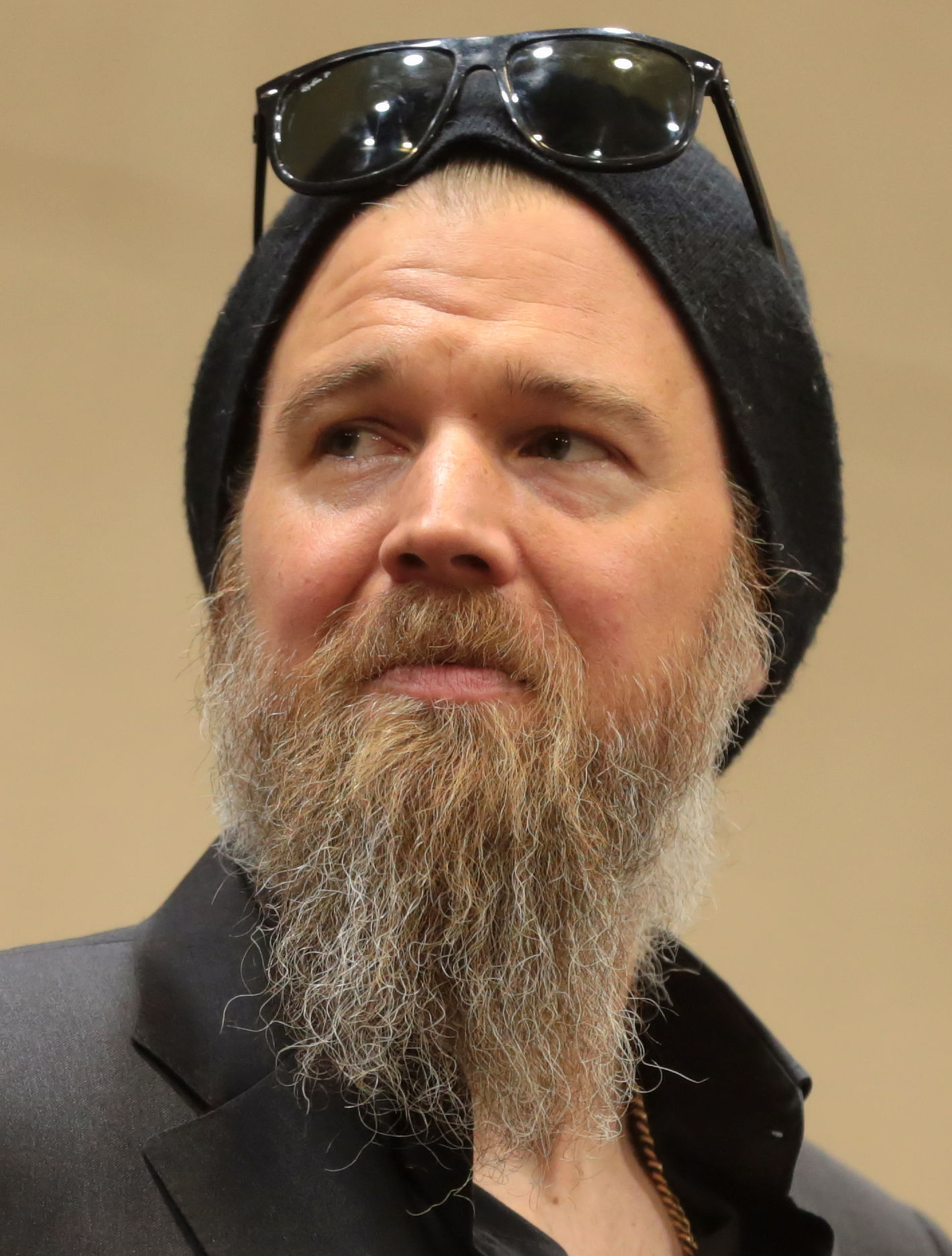
هرست در سال ۲۰۱۷

موفقیت چشمگیر هرست با بازی در نقش اوپی وینستون مجموعه درام جنایی فرزندان آشوب اتفاق افتاد. او نخست به عنوان یکی از بازیگران مکمل در فصل اول حضور یافت و از فصل دو به جمع بازیگران اصلی اضافه شد. شخصیت او در بین طرفداران به محبوبیت بسیاری رسید و بازی هرست با نقدهای مثبت منتقدان همراه بود. او در سال ۲۰۱۱، برنده جایزه ستلایت بهترین بازیگر نقش مکمل مرد – سریال، سریال کوتاه یا فیلم تلویزیونی شد و در همان سال به عنوان صداپیشه در انیمیشن پرفروش رنگو ظاهر شد.
از سال ۲۰۱۵ تا ۲۰۱۷، هرست در نقش چیک هوگان مجموعه متل بیتس که پیش‌درآمدی برای فیلم روانی ساختهٔ آلفرد هیچکاک محسوب می‌شود، بازی کرد. او در سال ۲۰۱۷ در مجموعه تلویزیونی بیگانه‌ها به عنوان یکی از بازیگران اصلی حضور یافت. در سال ۲۰۱۸، اعلام شد که هرست نقش بتا را در مجموعه تلویزیونی مردگان متحرک ایفا خواهد کرد. او اولین بار در قسمت «نگهبانان» فصل ۹ ظاهر شد. تصویر او از نقش بتا، مورد تحسین گسترده منتقدان قرار گرفت.

## فیلم‌شناسی

### فیلم
| سال  | عنوان               | نقش              | یادداشت |
| ---- | ------------------- | ---------------- | ------- |
| ۱۹۹۷ | پستچی               | ادی مارس         |         |
| ۱۹۹۸ | پچ آدامز            | نیل              |         |
| ۱۹۹۸ | نجات سرباز رایان    | چترباز مایکلسون  |         |
| ۲۰۰۰ | مقررات درگیری       | کاپیتان هاستینگز |         |
| ۲۰۰۰ | تایتنز را به یادآور | گری برتی‌یر       |         |
| ۲۰۰۲ | ما سرباز بودیم      | گروهبان ارنی سوج |         |
| ۲۰۰۴ | قاتلین پیرزن        | هادسون           |         |
| ۲۰۱۱ | رنگو                | جدادیا           | صدا     |
| ۲۰۱۳ | سی‌بی‌جی‌بی            | مد مونتین        |         |
| ۲۰۱۸ | یک میلیون قطعه کوچک | هنک              |         |
| ۲۰۲۰ | سوپرمن: مرد فردا    | لوبو             | صدا     |
| ۲۰۲۳ | جاده ناامیدی        | لری              |         |

### تلویزیون
| سال        | عنوان                           | نقش                | یادداشت                                                                                        |
| ---------- | ------------------------------- | ------------------ | ---------------------------------------------------------------------------------------------- |
| ۱۹۹۴       | بورلی هیلز، ۹۰۲۱۰               | دانش‌آموز           | قسمت: «دیواس»                                                                                  |
| ۲۰۰۲       | ربوده‌شده                        | تام کلارک          | ۵ قسمت                                                                                         |
| ۲۰۰۴       | دکتر وگاس                       | استیو              | قسمت: «همه داخل»                                                                               |
| ۲۰۰۵       | هاوس                            | سم مک‌گلینی         | قسمت: «اشتباه»                                                                                 |
| ۲۰۰۵       | تحت تعقیب                       | مأمور جیمی مک‌گلوین | ۱۳ قسمت                                                                                        |
| ۲۰۰۵–۲۰۰۷  | متوسط                           | مایکل بنیوت        | ۳ قسمت                                                                                         |
| ۲۰۰۶       | سی‌اس‌آی: میامی                   | کارآگاه مایکل لوید | قسمت: «نفرین تابوت»                                                                            |
| ۲۰۰۷       | مزرعه قلب‌ها                     | مارک ایوانز        | قسمت آغازین                                                                                    |
| ۲۰۰۸–۲۰۱۲  | فرزندان آشوب                    | هری «اوپی» وینستون | ۵۴ قسمت برنده – جایزه ستلایت بهترین بازیگر نقش مکمل مرد – سریال، سریال کوتاه یا فیلم تلویزیونی |
| ۲۰۱۱       | نظم و قانون: واحد قربانیان ویژه | داگ لاولس          | قسمت: «بامب‌شل»                                                                                 |
| ۲۰۱۵–۲۰۱۷  | متل بیتس                        | چیک هوگان          | ۱۵ قسمت                                                                                        |
| ۲۰۱۶–۲۰۱۷  | بیگانه‌ها                        | لیل فاستر فارل     | ۲۶ قسمت                                                                                        |
| ۲۰۱۹       | بوش                             | هکتور بانر         | ۸ قسمت                                                                                         |
| ۲۰۲۰–۲۰۱۹  | مردگان متحرک                    | بتا                | تکرارشونده (فصل ۹) بازیگر اصلی (فصل ۱۰) ۱۴ قسمت                                                |
| ۲۰۱۹       | از مردگان متحرک بترسید          | بتا                | قسمت: «امروز و فردا»                                                                           |
| ۲۰۲۱–اکنون | شهر بهشت                        | الیور              | اسپین‌آف تلویزیونی شیطان آمریکایی                                                               |
| ۲۰۲۱–۲۰۲۲  | گروه اسرارآمیز بندیکت           | میلیگان            | نقش اصلی                                                                                       |

### بازی ویدئویی
| سال  | عنوان             | نقش | یادداشت |
| ---- | ----------------- | --- | ------- |
| ۲۰۲۲ | خدای جنگ: رگناروک | ثور |         |